# Джунті (видавці)

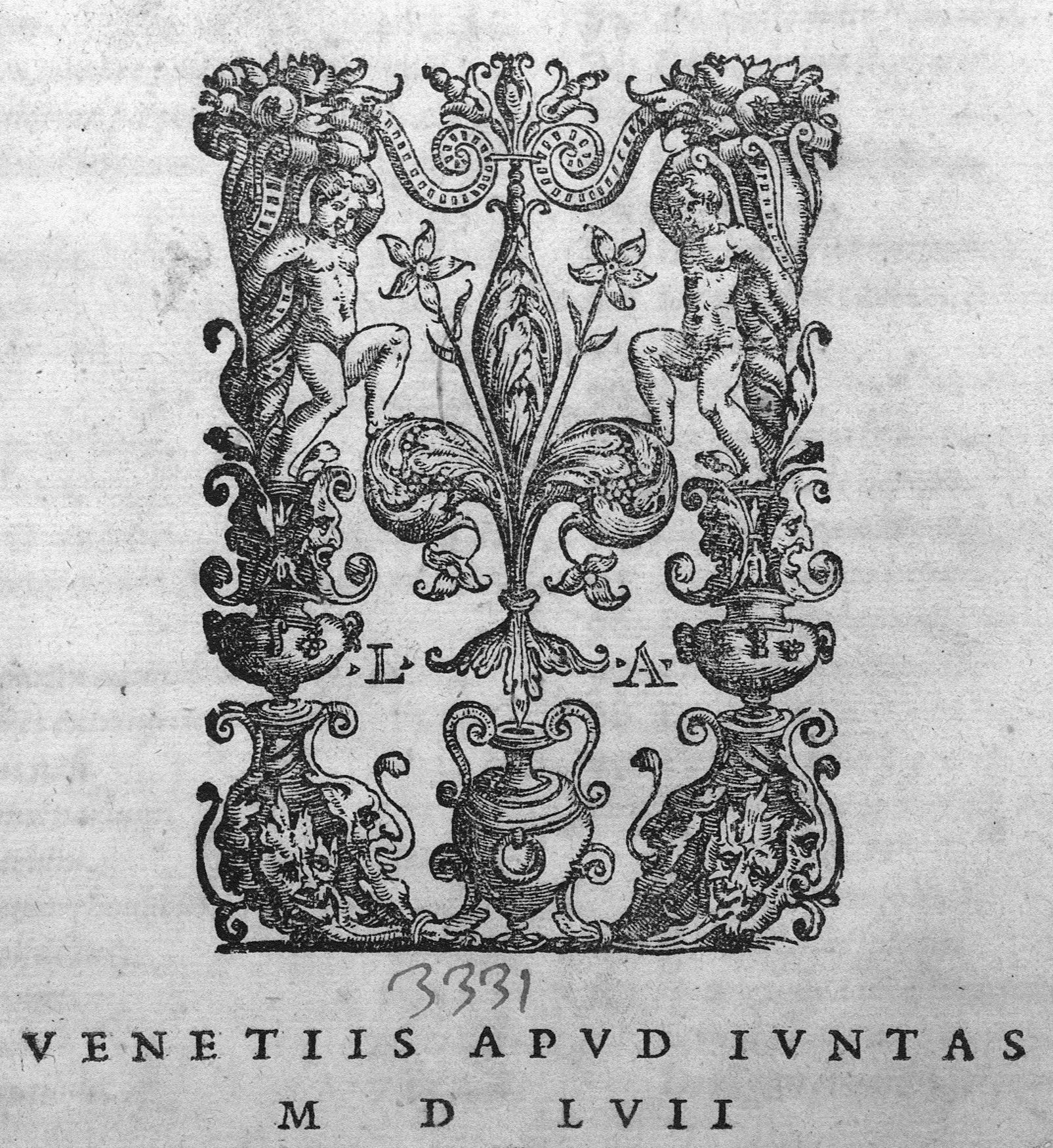
Знак видавців Джунті на фронтисписі Practica Ioannis Arculani Veronensis"… Джованні Арколано (Венеція, 1557)

Джунті (італ. Giunti) — флорентійська родина друкарів. Першу друкарню родини Джунті заснував у Венеції Лукантоніо Джунті (італ. Lucantonio Giunti), який почав друкувати під своїм іменем у 1489 році. Друкарня його брата Філіппо Джунті (італ. Filippo Giunti; 1450—1517) діяла у Флоренції з 1497 року і була провідною друкарнею з початку XVI століття. Близько тридцяти членів родини стали друкарями або книготорговцями. У 1520 році в Ліоні була заснована друкарня. Приблизно до 1550 року книгарні або склади Джунті були в Антверпені, Бургосі, Франкфурті, Лісабоні, Медіні-дель-Кампо, Парижі, Саламанці та Сарагосі, а також представництва в багатьох містах італійського півострова, включаючи Болонью, Брешію, Геную, Ліворно, Лукка, Неаполь, П'яченца, Піза, Сієна і Турин, а також острови Сардинія і Сицилія.
У Венеції друкарня Джунті була найактивнішим видавцем і експортером літургійних текстів у католицькій Європі.
У Флоренції Джунті прагнули отримати практичну монополію на нотне друкування. Чільне місце в продукції друкарні займали банді та закони, оприлюднені великими герцогами Тоскани, для яких Джунті фактично виконував роль офіційного видавництва.
Класична бібліографічна монографія «De Florentina luntarum typographia» Анджело Марії Бандіні (італ. Angelo Maria Bandini) детально описала друкварство у Флоренції за роками з 1497 по 1550 рік. Бандіні спирався на друкований каталог 1604 року.
Після смерті Бернардо в 1551 році його спадкоємці продовжували працювати видавцями.

## Витоки
Походження родини невідоме. Перший документальний запис 1427 року містить трьох братів Луку, Джунту та Якопо в парафії Санта-Люсія-д'Оньїссанті, де вони жили з матір'ю; їхній батько Бьяджо (італ. Biagio) помер. Лука був хворий, Джунта був ткачем, а Якопо — робітником. У 1451 році семеро синів Джунти жили разом у стінах Флоренції; серед них були Лукантоніо (італ. Lucantonio) та Філіппо, засновники сімейної друкарні.

## Лукантоніо Джунті
Лукантоніо Джунті (1457—1538) — один із семи синів Джунта ді Бьяджо (італ. Giunta di Biagio). Разом зі своїм братом Бернардо він поїхав із Флоренції приблизно в 1477 році до Венеції, де влаштувався торговцем канцтоварів. У 1489 році він почав книговидання з трьох книг, надрукованих Маттео Капкаса. Починаючи з 1491 року Джунті постійно брав активну діяльність як видавець, а пізніше також як друкар; за своє життя він видав близько 410 назв. У нього не було власної друкарської майстерні приблизно до 1500 року; до того часу він наймав незалежних типографів, найчастіше Йохана Емеріха зі Шпаєра.

## Виноски
1. 1 2 3 4  Massimo Ceresa (2001) Giunti, Lucantonio, il Vecchio (in Italian). Dizionario Biografico degli Italiani, volume 57. Roma: Istituto dell’Enciclopedia Italiana. Accessed January 2016.
2. 1 2 3  William A. Pettas (1974). An International Renaissance Publishing Family: The Giunti. The Library Quarterly: Information, Community, Policy 44 (4): 334–349.  (необхідна підписка)
3. ↑  Tim Carter (1990). "Music-Printing in Late Sixteenth- and Early Seventeenth-Century Florence: Giorgio Marescotti, Cristofano Marescotti and Zanobi Pignoni". Early Music History 9: 27-72.
4. ↑  William Pettas (1997). The Giunti and the Book Trade in Lyon. In: Libri, tipografi, biblioteche. Ricerche storiche dedicate a Luigi Balsamo. Biblioteca di bibliografia italiana, 148. Firenze: I. Olschki. ISBN 8822245040. p. 169–192.
5. ↑  John Rigby Hale (1981). A Concise Encyclopaedia of the Italian Renaissance. London: Thames and Hudson. ISBN 9788449949395.
6. ↑  Angelo Maria Bandini (1791). De Florentina luntarum typographia eiusque censoribus ex qua Graeci, Latini, Tusci scriptores ope codicum manuscriptorum a viris clarissimis pristinae integritati restituti in lucem prodierunt; Accedunt excerpta uberrima praefationum libris singulis praemissarum. Lucae: Franciscus Bonsignorus.
7. ↑  Catalogus librorum qui in Iuntarum biblioteca Philippae haeredum Florentiae prostant, Florence, 1604; noted in Ferruccio Ferrari (1887). Notizia bibliografica di alcuni rari opuscoli pubblicati dai Giunti in Firenze dal 1537 al 1591 posseduti alla R. Biblioteca Universitaria di Pisa. Bologna: Società tip. già compositori.